# Christin Hundertmark
Christin Hundertmark (* 1986) ist eine deutsche Karateka.
Im Jahr 2006 belegte sie bei der Team-Europameisterschaft den zweiten Platz. Bei der Junioren-EM gewann sie 2006 Gold im Kata-Einzel. 2009 wurde sie Weltmeisterin der World Karate and Kickboxing Commission im Kata-Einzel und im Team. Bei der Karate-WM 2011 in Thailand gewann sie mit der Mannschaft Silber. Bei der Europameisterschaft der Japan Karate Association 2012 in Prag erreichte sie Mannschaftsgold.
Sie startet für den Budo Karate Club Magdeburg.
2009 durfte sich Hundertmark in Anerkennung ihres sportlichen Erfolgs als Karateka bei der Weltmeisterschaft in das Goldene Buch der Stadt Magdeburg eintragen.